# Каталаново тяло
Каталановото тяло е неправилен многостен. Дуалните многостени са архимедови тела. Телата са описани от белгийския математик Йожен Каталан.
| Каталаново тяло                                          | Параметри                  | Изображение |
| -------------------------------------------------------- | -------------------------- | ----------- |
| Триделен тетраедър лица: равнобедрени триъгълници        | 12 лица 18 ръба 8 върха    |             |
| Ромбичен додекаедър лица: ромбове                        | 12 лица 24 ръба 14 върха   |             |
| Триделен октаедър лица: равнобедрени триъгълници         | 24 лица 36 ръба 14 върха   |             |
| Четириделен куб лица: равнобедрени триъгълници           | 24 лица 36 ръба 14 върха   |             |
| Делтоиден икоситетраедър лица: делтоиди                  | 24 лица 48 ръба 26 върха   |             |
| Двудвуделен додекаедър лица: разностранни триъгълници    | 48 лица 72 ръба 26 върха   |             |
| Ромбичен триаконтаедър лица: ромбове                     | 30 лица 60 ръба 32 върха   |             |
| Триделен икосаедър лица: равнобедрени триъгълници        | 60 лица 90 ръба 32 върха   |             |
| Петоделен додекаедър лица: равнобедрени триъгълници      | 60 лица 90 ръба 32 върха   |             |
| Делтоиден хексаконтаедър лица: делтоиди                  | 60 лица 120 ръба 62 върха  |             |
| Двудвуделен триаконтаедър лица: разностранни триъгълници | 120 лица 180 ръба 62 върха |             |
| Петоъгълен икоситетраедър лица: неправилни пентагони     | 24 лица 60 ръба 38 върха   |             |
| Петоъгълен хексаконтаедър лица: неправилни пентагони     | 60 лица 150 ръба 92 върха  |             |

Само петоъгълния икоситетраедър и петоъгълният хексаконтаедър са хирални.